# 塞雷雷 (馬里)
塞雷雷（法語：Serere），是馬里的城鎮，位於該國北部，由通布圖區的古馬拉魯省負責管轄，面積296平方公里，海拔高度260米，2009年人口9,463，人口密度每平方公里32人。